# Орта Нова
О̀рта Но̀ва (на италиански: Orta Nova) е град и община в Южна Италия, провинция Фоджа, регион Пулия. Разположен е на 69 m надморска височина. Населението на общината е 17 792 души (към 2011 г.).